# Ľudovít Zlocha
Ľudovít Zlocha (* 17. května 1945) je bývalý slovenský fotbalista, záložník a obránce, reprezentant Československa, vítěz Poháru vítězů pohárů.

## Klubová kariéra
Hrál za Slovan Bratislava (1956–1965, 1967–1974), Duklu Praha (1965–1967), Inter Bratislava (1974–1976) a Slovan Levice (1976–1977). Se Slovanem Bratislava dvakrát získal titul mistra republiky (1970, 1974), Československý pohár (1968, 1972 a 1974) a především roku 1969 s ním vybojoval druhou nejprestižnější pohárovou trofej Evropy – Pohár vítězů pohárů, jehož zisk je dosud největší úspěch slovenského i československého klubového fotbalu v historii. V československé lize nastoupil ve 209 utkáních a vstřelil 13 branek. V Poháru mistrů evropských zemí nastoupil ve 4 utkáních, v Poháru vítězů pohárů v 6 utkáních a v Poháru UEFA nastoupil v 8 utkáních. Dorostenecký mistr Československa 1963.

## Reprezentační kariéra
Premiéru si odbyl v přátelském zápase 25. září 1971 proti NDR. Posledním zápasem byl kvalifikační zápas na MS 1974 proti Skotsku 26. září 1973. V československé reprezentaci odehrál v letech 1971–1973 dvanáct utkání, gól se mu nepodařilo vstřelit. Sedmkrát nastoupil i v juniorských výběrech.

## Ligová bilance
| Ročník                                     | Zápasy | Góly | Klub              |
| ------------------------------------------ | ------ | ---- | ----------------- |
| 1. československá fotbalová liga 1963/1964 | 3      | 0    | Slovan Bratislava |
| 1. československá fotbalová liga 1964/1965 | 5      | 0    | Slovan Bratislava |
| 1. československá fotbalová liga 1966/1967 | 17     | 4    | Slovan Bratislava |
| 1. československá fotbalová liga 1967/1968 | 25     | 2    | Slovan Bratislava |
| 1. československá fotbalová liga 1968/1969 | 15     | 0    | Slovan Bratislava |
| 1. československá fotbalová liga 1969/1970 | 28     | 0    | Slovan Bratislava |
| 1. československá fotbalová liga 1970/1971 | 30     | 0    | Slovan Bratislava |
| 1. československá fotbalová liga 1971/1972 | 27     | 1    | Slovan Bratislava |
| 1. československá fotbalová liga 1972/1973 | 27     | 3    | Slovan Bratislava |
| 1. československá fotbalová liga 1973/1974 | 11     | 2    | Slovan Bratislava |
| 1. československá fotbalová liga 1974/1975 | 16     | 1    | Inter Bratislava  |
| 1. československá fotbalová liga 1975/1976 | 5      | 0    | Inter Bratislava  |
| CELKEM 1. liga                             | 209    | 13   |                   |